# Radulina borbonica
Radulina borbonica là một loài Rêu trong họ Sematophyllaceae. Loài này được (Bél.) W.R. Buck miêu tả khoa học đầu tiên năm 1993.